# Przegibek-Hütte
Die Przegibek-Hütte (pl. Schronisko PTTK na Przegibku) liegt auf einer Höhe von 1000 Metern Höhe in Polen in den Saybuscher Beskiden auf dem Gebirgspass Przegibek. Das Gebiet gehört zur Gemeinde Rajcza. Die Hütte ist nach dem Gebirgspass Przegibek bekannt.

## Geschichte
Die erste Hütte wurde 1928 privat eröffnet und später von der Polnischen Tatra-Gesellschaft übernommen. 1937 erfolge ein Ausbau. Im Zuge des Zweiten Weltkriegs kam die Hütte an den Beskidenverein. Gegen Kriegsende fand ein größeres Gefecht zwischen den abziehenden deutschen Einheiten auf der einen und Partisanen sowie der Roten Armee auf der anderen Seite. Sie wurde im Zweiten Weltkrieg stark in Mitleidenschaft gezogen und blieb in einem primitiven Zustand bis 1958, als sie saniert und modernisiert wurde. In den 1960er Jahren wurde ein Alpinum angelegt. 1987 erfolgte ein weiterer Ausbau. Eine weitere Modernisierung erfolgte in den 1990er Jahren. Die Hütte steht im Eigentum des PTTK. Ein Skilift und Naturreservat befinden sich in der Nähe.

## Touren
Gipfel in der näheren Umgebung der Hütte sind:
- Wielka Racza (1236 m)
- Wielka Rycerzowa (1226 m)
- Mała Rycerzowa (1207 m)
- Mała Racza (1153 m)
- Bendoszka Wielka (1144 m)
- Bania (1126 m)